# Sant'Agata Bolognese
Sant'Agata Bolognese is een gemeente in de Italiaanse metropolitane stad Bologna (regio Emilia-Romagna) en telt 6409 inwoners (31-12-2004). De oppervlakte bedraagt 34,8 km², de bevolkingsdichtheid is 175 inwoners per km².

## Demografie
Sant'Agata Bolognese telt ongeveer 2652 huishoudens. Het aantal inwoners steeg in de periode 1991-2001 met 21,2% volgens cijfers uit de tienjaarlijkse volkstellingen van ISTAT.
| Jaar | Inwoneraantal |
| ---- | ------------- |
| 1991 | 4927          |
| 2001 | 5973          |

## Geografie
De gemeente ligt op ongeveer 21 meter boven zeeniveau.
Sant'Agata Bolognese grenst aan de volgende gemeenten: Castelfranco Emilia (MO), Crevalcore, Nonantola (MO), San Giovanni in Persiceto.
De fabriek van Lamborghini is hier gevestigd en ook het Museo Lamborghini.